# Electric Haze
Electric Haze är ett rockband med medlemmar från Umeå och Övertorneå.

## Historik
Gruppen startade 2014 med starka influenser från klassiska rockband som Deep Purple, Van Halen och Dio.
Sångtexterna handlar ofta om depression, ångest eller att vara utanför och missförstådd.
Bandets debutsingel "Master & Slave" släpptes våren 2016 och följdes upp av dubbelsingeln "Endlessly" med låtarna "Endlessly" och "(Shut Up) Shuffle and Deal". Deras självbetitlade EP släpptes den 18 mars 2016 och uppmärksammades i flera bloggar och tidningar som en lovande start för ett relativt nybildat band.  
Den 20 november 2020 släppte bandet en ny singel, "Succuba", och meddelade samtidigt att de ingår i ett nytt samarbete tillsammans med skivbolaget Idle North för deras kommande album. Singelsläppet uppmärksammades i flera medier såsom Umeå X, P4 Västerbotten och RockNytt. 

## Medlemmar
- Johan Andersson - Trummor, sång
- André Ekström - Elbas, sång
- Tommy Töyrä - Elgitarr, sång
- Anton Ekström - sång

## Diskografi

### EP
- Electric Haze (2016)

### Singlar
- "Master & Slave" (2016)
- "Endlessly" (2016) (med låten (Shut Up) Shuffle and Deal)
- "Succuba" (2020)